# Ivar Wickman
Otto Ivar Wickman (ur. 10 lipca 1872 w Lund, zm. 20 kwietnia 1914 w Saltsjöbaden) – szwedzki lekarz, w 1907 roku opisał jako pierwszy zakaźny charakter wirusowego zapalenia rogów przednich rdzenia kręgowego.
Urodził się w Lund w 1872 roku jako syn kupca. Przez całe życie miał wadę wymowy, co utrudniało mu karierę zawodową. Rozpoczął studia medyczne na Uniwersytecie w Lund w 1890 roku, w 1901 roku zdał egzaminy państwowe w Instytucie Karolinska. W 1905 roku ukończył dysertację doktorską, poświęconą polio: „Poliomyelitis acuta”. Egzamin doktorancki zdał w 1906 roku i otrzymał stanowisko docenta neurologii w Instytucie Karolinska. Poza tym, praktykował jako lekarz powiatowy w powiecie Östermalm od 1907 do 1909 roku.
Jako uczeń pediatry Karla Oskara Medina, Wickman poświęcił się głównie badaniom zapalenia rogów tylnych rdzenia. Jego kolejna praca, opublikowana w 1907 roku „Beiträge zur Kenntnis der Heine-Medin'schen Krankheit” zostało równie wysoko oceniona. Po 1909 Wickman podróżował za granicę, m.in. pracował w Instytucie Patologii i Anatomii w Helsinkach i w klinikach psychiatrycznych w Paryżu. Ostatnie dwa lata życia spędził we Wrocławiu i Strasburgu jako asystent Adalberta Czernego.
Po powrocie do Szwecji nie otrzymał wbrew oczekiwaniom profesury, co prawdopodobnie przyczyniło się do tego że w 1914 roku w wieku 41 lat popełnił samobójstwo strzelając sobie w serce.

## Prace
- Studien über Poliomyelitis acuta. Zugleich ein Beitrag zur Kenntnis der Myelitis acuta, Diss. Stockholm 1905
- Beiträge zur Kenntnis der Heine-Medinschen Krankheit (Poliomyelitis acuta und verwandter Erkrankungen), Karger Verl., Berlin 1907
- Om den s.k. akuta poliomyelitens uppträdande i Sverige 1905, Stockholm 1907
- Die akute Poliomyelitis bzw. Heine-Medinsche Krankheit. Mit zwölf Textabbildungen und zwei Tafeln, Berlin 1911
- Die Spasmophilie der Kinder, [w:] Oswald Bumke et al. (red.), Handbuch der Neurologie, vol. 5: Spezielle Neurologie, part 4, Springer, Berlin 1914